# Festival international de musique symphonique d'El Jem
Le Festival international de musique symphonique d'El Jem (arabe : المهرجان الدولي للموسيقى السمفونية بالجم) est un festival de musique symphonique qui se tient chaque été dans la ville tunisienne d'El Jem depuis 1986.
En Tunisie, la ville d'El Jem est la seule du monde arabe à organiser un festival véritablement international consacré à la musique symphonique. Il est abrité par l'amphithéâtre d'El Jem construit vers le IIIe siècle et doté d'une capacité d'accueil comprise entre 27 000 et 30 000 spectateurs.
Depuis sa création, le festival draine de nombreux orchestres qui y viennent pour donner des spectacles dont l'Orchestre du bal de l'opéra de Vienne, l'Orchestre symphonique national d'Algérie, l'Orchestre philharmonique de Rome, l'Orchestre symphonique Globalis de Moscou ou encore l'Orchestre symphonique tunisien, mais aussi le Gypsy Philharmonic Orchestra et pour la première fois en Afrique, l'Orchestre symphonique de Rome (it) dirigé par Francesco La Vecchia.